# Prillimäe
Prillimäe är en ort i Estland. Den ligger i Kohila kommun och landskapet Raplamaa, i den västra delen av landet, 28 km söder om huvudstaden Tallinn. Prillimäe ligger 69 meter över havet och antalet invånare är 406.
Terrängen runt Prillimäe är mycket platt. Runt Prillimäe är det glesbefolkat, med 10 invånare per kvadratkilometer. Närmaste större samhälle är Kohila, 3,5 km sydväst om Prillimäe. I omgivningarna runt Prillimäe växer i huvudsak blandskog.